# David King-Wood
David King-Wood (12 settembre 1913 – 3 settembre 2003) è stato un attore britannico.

## Filmografia
| Anno | Titolo                            | Ruolo              | Note            |
| ---- | --------------------------------- | ------------------ | --------------- |
| 1952 | No Haunt for a Gentleman          |                    | Non accreditato |
| 1954 | A Stranger Came Home              | Sessions           |                 |
| 1954 | The Men of Sherwood Forest        | Sir Guy Belton     |                 |
| 1955 | Break in the Circle               | Col. Patchway      |                 |
| 1955 | The Quatermass Xperiment          | Dr. Gordon Briscoe |                 |
| 1955 | The Stolen Airliner               | Controllore        |                 |
| 1956 | Il progresso del soldato semplice | Gerald             |                 |
| 1957 | Jamboree                          | Warren Sykes       |                 |